# 聖迭戈聖塔菲車站
聖塔菲車站（英語：Santa Fe Depot）是一個在美國加利福尼亞州聖迭戈的鐵路車站。